# HMS Poseidon (P99)
Le HMS Poseidon (pennant number : P99) est un sous-marin de Classe Parthian, construit pour la Royal Navy par Vickers Shipbuilding and Engineering à Barrow-in-Furness et lancé le 22 août 1929. Il a été affecté à la région de la mer Jaune, basé à la base navale de la Royal Navy à Weihai, en Chine, avant de coulé en 1931, après une collision avec le bateau à vapeur Yuta au nord de Weihai. Le sous-marin a ensuite été secrètement récupéré par les Chinois en 1972.

## Conception
La classe Parthian a été conçue comme une amélioration de la classe Odin antérieure. Cette nouvelle classe était plus grande, construite avec une étrave oblique et dotée d’un bouclier pour couvrir le canon de 4 pouces. Mais la classe avait un défaut de conception : les réservoirs de carburant externes rivetés fuyaient, laissant une traînée de gas-oil à la surface.
Tous les sous-marins de la classe Parthian étaient équipés de huit tubes lance-torpilles de 21 pouces (533 mm), d’un canon de pont Mk XII QF de 4 pouces (102 mm) et de deux mitrailleuses. Cette classe a été la première à être équipée de la torpille Mark VIII. Les sous-marins de la classe Parthian ont été conçus pour un effectif de 53 officiers et hommes d’équipage.

## Engagements
Le 9 juin 1931 vers 12 h 12, alors qu’il s’exerçait à la surface avec le ravitailleur de sous-marins Marazion à 20 milles marins (32 km) au nord de la base des deux navires à Weihai, et malgré une excellente visibilité, le Poseidon est entré en collision avec le navire marchand chinois SS Yuta. Le Yuta était un cargo de 1753 tonneaux de jauge brute, construit à Aberdeen en 1889 sous le nom de Yuen Sang. En 1931 il appartenait à Pao Yu Tzai de Newchwang, en Chine.
Trente-et-un membres de l’équipage du sous-marin ont réussi à se jeter à l’eau avant que le sous-marin ne coule en quelques minutes, se posant sur le fond marin à 130 pieds (40 m). Le porte-avions HMS Hermes, le croiseur lourd HMS Berwick et son sous-marin jumeau (sister-ship) HMS Perseus ont dirigé les opérations de sauvetage. Le Poseidon était équipé d’appareils d’évacuation Davis qui étaient entrés en service deux ans plus tôt. Il s’agissait d’un système de respiration sous-marine en circuit fermé qui fournissait au porteur un apport d’oxygène pur et une toile pour ralentir le rythme d’ascension. Bien que le sous-marin ne soit pas équipé de compartiments d’évacuation spécialisés ou de soupapes d’inondation, huit membres de l’équipage ont réussi à quitter l’extrémité avant du bateau. Deux d’entre eux n’ont pas réussi à atteindre la surface, et un autre est mort plus tard. Au total vingt-et-un membres d’équipage sont morts.
Une conséquence de l’évacuation réussie d’une partie de l’équipage a été un changement dans la politique de l’Amirauté : au lieu de conseiller aux équipages d’attendre que l’aide extérieure arrive, il leur était désormais conseillé de tenter de s’échapper du sous-marin dès que possible. Cette nouvelle politique a été annoncée à la Chambre des communes en mars 1934.

## Récupération
Le sauvetage secret du sous-marin fut effectué en 1972 par les unités de récupération sous-marine chinoises, alors nouvellement formées. Cette opération a été décrite en 2002 dans un article du magazine populaire chinois Modern Ships (en chinois : 现代舰船; en hanyu pinyin : Xiàndài jiàn chuán),. Cela n’était pas connu en Occident jusqu’à ce que le chercheur et journaliste Steven Schwankert découvre cet article avec une recherche sur le Web google et le lise plus tard dans une bibliothèque de Hong Kong,.
Des pierres tombales portant des noms, des dates et des épitaphes clairement lisibles des marins perdus avec le HMS Poseidon, dans un ordre aléatoire, ont été trouvées dans l’ancien cimetière marin britannique de l’île Liugong par des historiens examinant le naufrage du Poseidon et son sauvetage par les Chinois . Le ministère de la Défense britannique n’a pas reçu de réponse sur ce qu’il est advenu des restes de l’équipage. Les résultats de cette recherche sont racontés dans le livre de Steven Schwankert intitulé Poseidon: China's Secret Salvage of Britain's Lost Submarine et dans le film documentaire The Poseidon Project.